# Белмонти (Санта-Катарина)
Белмонти (порт. Belmonte) — город и муниципалитет в Бразилии, входит в штат Санта-Катарина. Составная часть мезорегиона Запад штата Санта-Катарина. Входит в экономико-статистический микрорегион Сан-Мигел-ду-Уэсти. Население составляет 2103 человека на 2006 год. Занимает площадь 93,604 км². Плотность населения — 22,5 чел./км².

## Статистика
- Валовой внутренний продукт на 2003 составляет 19.559.089,00 реалов (данные: Бразильский институт географии и статистики).
- Валовой внутренний продукт на душу населения на 2003 составляет 8.412,51 реалов (данные: Бразильский институт географии и статистики).
- Индекс развития человеческого потенциала на 2000 составляет 0,759 (данные: Программа развития ООН).